# 布魯塞爾機場-扎芬特姆站

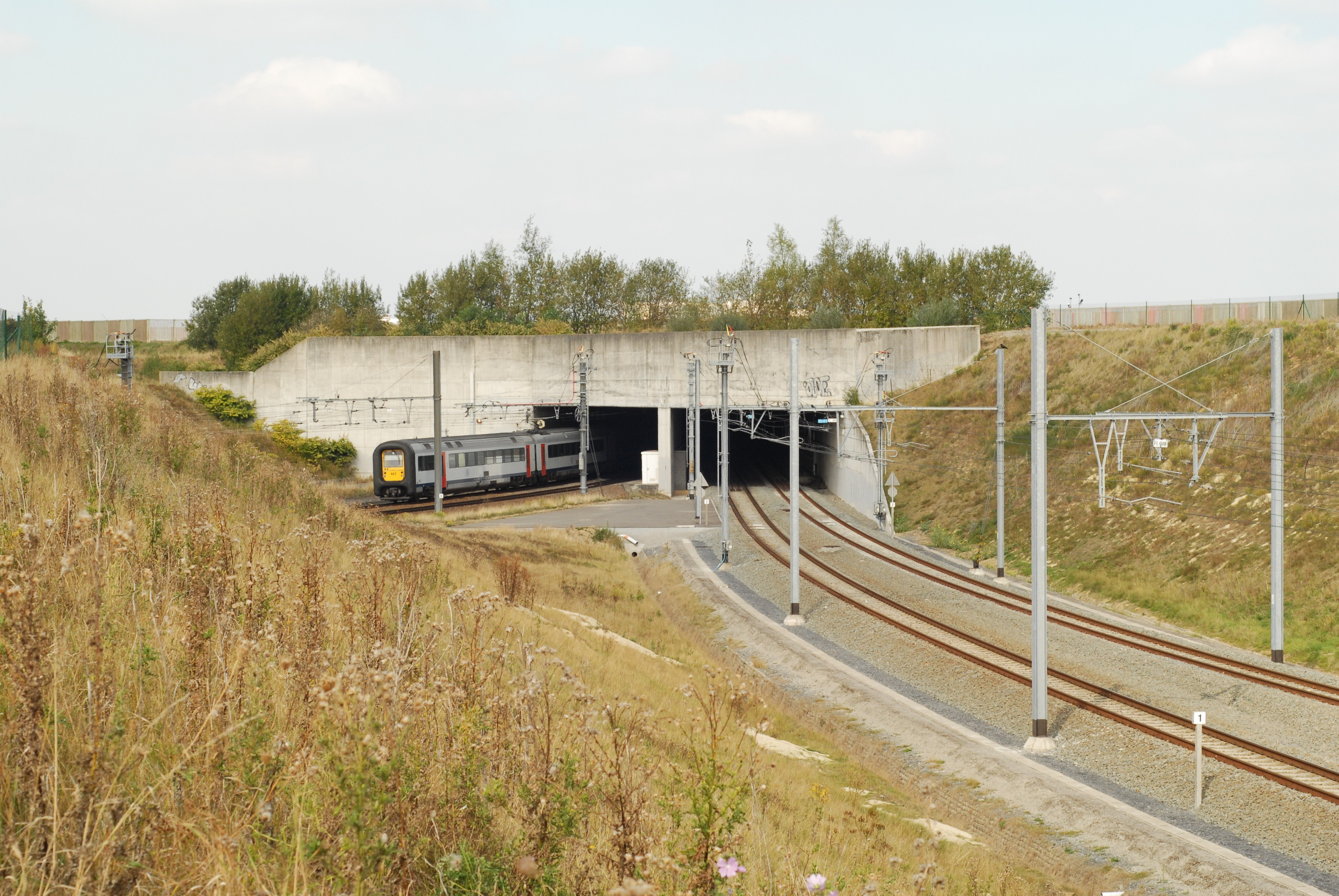
機場南面進入車站的隧道

布鲁塞尔机场-扎芬特姆站是比利時弗拉芒布拉班特省扎芬特姆的鐵路車站，位于布鲁塞尔机场下方。该站于1958年啟用，建於比利时36C号铁路上，2012年增建了25N号铁路。列車由比利时国家铁路公司營運。

## 列车服务
该站乘车可直达比利时多数主要城市，亦有前往荷兰的定期班次。唯一未能直达本站的主要城市是列日，前往列日的乘客可在鲁汶站换乘。
该站提供以下列车服务：
- 高速列车 (Thalys) 布鲁塞尔机场 - 布鲁塞尔 - 巴黎（夏季）
- 城际列车 (IC 35) 阿姆斯特丹 - 海牙 - 鹿特丹 - 罗森达尔 - 安特卫普 - 布鲁塞尔机场 - 布鲁塞尔
- 城际列车 (IC 06) 图尔奈 - 阿特 - 布鲁塞尔 - 布鲁塞尔机场
- 城际列车 (IC 06A) 蒙斯 - 布鲁塞尔 - 布鲁塞尔机场
- 城际列车 (IC 08) 安特卫普 - 梅赫伦 - 布鲁塞尔机场 - 鲁汶 (- 哈瑟尔特)
- 城际列车 (IC 17) 布鲁塞尔机场 - 布鲁塞尔卢森堡 - 那慕尔 - 迪南
- 城际列车 (IC 23) 奥斯坦德 - 布魯日 - 科特赖克 - 佐特海姆 - 布鲁塞尔 - 布鲁塞尔机场 - 布鲁塞尔 - 根特 (- 布鲁日)
- 城际列车 (IC 23A) 布鲁日 - 根特 - 布鲁塞尔 - 布鲁塞尔机场（周一至周五）
- 城际列车 (IC 23A) 根特 - 布鲁塞尔 - 布鲁塞尔机场（周末）
- 城际列车 (IC 27) 布鲁塞尔机场 - 布鲁塞尔卢森堡 - 尼韦勒 - 沙勒罗瓦
- 城际列车 (IC 29) 德潘讷 - 根特 - 阿尔斯特 - 布鲁塞尔 - 布鲁塞尔机场 - 鲁汶 (- 兰登)